# HMS Vitaskär (67)
HMS Vitaskär (67), även (Bevb 67), var en svensk bevakningsbåt typ 60. Fartyget byggdes av Bröderna Larssons varv och mekaniska verkstad i Kristinehamn. Vitaskär togs i tjänst 1961 och utrangerades 2000 och såldes då till firma Jan Schalin Sanering i Malmö. Fartyget inregistrerades 2004 i sjöfartsregistret som arbetsmotorskeppet Hend och tilldelades igenkänningssignalen SBEJ. Fartyget sjönk vid sydkajen i industrihamnen i Malmö men bärgades och lyftes upp på kajen där hon låg under några år medan en provisorisk reparation av det upprostade skrovet pågick. 
I mars 2008 bytte fartyget ägare och fick då namnet Askskär. Fartyget bogserades från Malmö till den nya hemmahamnen i Torshälla i maj 2008. Under sommaren det året demonterades all inredning, maskineri samt styrhytt. En fullständig asbestsanering utfördes också. Fartyget lades upp på land i oktober samma år. 2009 påbörjades det omfattande jobbet med att byta ut all plåt på undervattensdelen av skrovet samt hela akterspegeln. Nuvarande ägare har som mål att skrovet bör vara färdigrenoverat och sjösättningsklart hösten 2015.